# Edoardo Menichelli
Edoardo Menichelli (nascut el 14 d'octubre de 1939 a Serripola, San Severino Marche) és un cardenal de l'Església Catòlica italià. Des de 2004 és l'arquebisbe d'Ancona-Osimo, i des del consistori celebrat pel Papa Francesc el 14 de febrer de 2015 té el títol dels Sagrats Cors de Jesús i Maria a Tor Fiorenza i membre de la Congregació per a les Esglésies Orientals i del Consell Pontifici per a la Cura Pastoral dels Treballadors dels Serveis de Sanitat.

## Biografia
Nascut al poble de Serripola (San Severino Marche, província de Macerata) l'any 1939. Realitzà la seva formació eclesiàstica i estudià filosofia i teologia al seminari de San Severino Marche, i després al Pontifici Seminari Regional de Sant Pius X de Fano. Posteriorment passà a la Pontifícia Universitat Lateranense de Roma, on va obtenir una llicenciatura in utroque iure en Teologia pastoral.
El 3 de juliol de 1965 va ser ordenat prevere de la diòcesi de San Severino Marche. En haver-se ordenat, passà afer de vicari de la parròquia de Sant Josep i va fer de professor de religió en diverses escoles estatals.
El 30 de setembre de 1986, amb la unificació de la diòcesi de San Severino marche amb l'arxidiòcesi de Camerino, va ser assignat a la nova arxidiòcesi de Camerino-San Severino Marche.
Durant aquests anys, a més de la seva tasca pastoral, treballà per a la Cúria pontifícia, primer al Tribunal Suprem de la Signatura Apostòlica, i després a la secretaria de la Congregació per a les Esglésies Orientals, on va conèixer el cardenal Achille Silvestrini, convertint-se en el seu secretari personal. També ha treballat a l'oficina del consell de família de la Facultat de Medicina de la Policlínica Agostino Gemelli, sent capellà i va ser part activa en el sínode de la diòcesi de Roma de 1993.
El 10 de juny de 1994 el Papa Joan Pau II el nomenà arquebisbe de Chieti-Vasto. Va rebre la consagració episcopal el 9 de juliol a Roma, de mans del cardenal Silvestrini i amb els bisbes Antony Valentini i Piergiorgio Nesti com a co-consagradors.
Després de passar-hi allà 10 anys, el 8 de gener de 2004, Joan Pau II el nomenà nou arquebisbe d'Ancona-Osimo, prenent possessió de la seu el 7 de març d'aquell any.
Des de llavors, ha estat secretari de la Comissió per a la Família de la Conferència Episcopal Italiana, President de la Regió eclesiàstica Marques i assistent eclesiàstic nacional de l'Associació de Metges Catòlics Italians.
El 15 d'octubre de 2014, en complir els 75 anys, presentà la seva dimissió segons la previsió del codi de dret canònic, però el Papa Francesc va estendre el seu mandat com a arquebisbe d'Ancoma-Osimo durant un any. Aquell mateix mes d'octubre va ser membre de la III Assemblea General Extraordinària del Sínode de Bisbes sobre la família celebrat a la Ciutat del Vaticà.
En el consistori celebrat el 14 de febrer de 2015, el Papa Francesc l'elevà al Col·legi Cardenalici, amb el títol de cardenal prevere de Sacri Cuori di Gesù e Maria a Tor Fiorenza.
Posteriorment va ser nomenat membre de la Congregació per a les Esglésies Orientals i del Consell Pontifici per a la Cura Pastoral dels Treballadors dels Serveis de Sanitat.

## Curiositats
Edoardo Menichelli és conegut per tot Itàlia per conduir sempre un vell Fiat Panda de l'any 1980 i per viure de manera molt senzilla.

## Honors
Bailí Gran Creu del Sagrat Orde Militar Constantinià de Sant Jordi
 Comandador de l'orde del Sant Sepulcre de Jerusalem